# Датско-замбийские отношения
Датско-замбийские отношения — двусторонние дипломатические отношения между Данией и Замбией. У Дании имеется посольство в Лусаке, а интересы Замбии в Дании представлены через посольство в Стокгольме (Швеция). В 1980-е годы отношения между странами характеризовались как «тёплые».

## История
Первое соглашение между государствами было заключено 17 января 1959 года. В 1966 году Дания вместе с другими странами отправила в Замбию грузовые автомобили и корабли. 12 декабря 1966 года было подписано техническое соглашение между странами. С 1966 по 1967 год Дания построила молочные фермы в Кабве и Мкуши и вложила в них 500 000 датских крон. В 1967 году Дания предоставила замбийской компании Chilanga Cement 2 миллиона датских крон. В 1970-х годах Дания и Замбия сотрудничали в сфере сельского хозяйства и образования. В 1974 году Дания, Швеция и Организация Объединённых Наций оказали Замбии помощь для беженок.
Помощь Дании Замбии составляет примерно 245 миллионов датских крон в год. Дания поддерживает Замбию с помощью поддержки правительству, демократии и прав человека, образования, дорожных и водных программ, окружающей среды, ВИЧ/СПИДа и поддержки беженцев. Образование является одним из приоритетов датской поддержки Замбии. Помощь начали оказывать в 2000 году и сектору образования было выделено 21 миллион долларов США. В 2008 году страны подписали Соглашение об управлении окружающей средой и природными ресурсами, и было выделено 120 миллионов датских крон для поддержки правительства Замбии и организаций гражданского общества. Помощь состоит из трёх компонентов: развитие потенциала, временный экологический фонд и экологический фонд организаций гражданского общества.

## Визиты на высоком уровне
В ноябре 1964 года президент Замбии Кеннет Каунда отменил поездку в Данию из-за своего плотного графика, но затем он посетил Данию с официальным визитом в 1968 году. В 2010 году 10 датских политиков посетили Замбию и Зимбабве.

## Экономические отношения
В 2008 году экспорт Дании в Замбию составил сумму 16 миллионов датских крон, а экспорт Замбии в Данию — 13 миллионов датских крон.